# Гудзь, Валерий Фёдорович
Вале́рий Фёдорович Гудзь (укр. Валерій Федорович Гудзь, позывной — 79; 12 июля 1971, Борисполь — 12 марта 2022, Попасная) — украинский военнослужащий, полковник, участник российско-украинской войны. Герой Украины (16 марта 2022, посмертно).

## Биография
В 1991 году, когда распался СССР, Валерий Гудзь, курсант выпускного курса Рязанского высшего воздушно-десантного командного училища, подал рапорт на имя начальника училища о своем переводе в Вооружённые силы Украины (ВСУ). Десять лет проходил военную службу в ВСУ, в частности, в 79 ОАМП в Николаеве. Уволился в запас в звании майора.
В мирное время жил в родном городе Борисполе, работал преподавателем Бориспольского профессионально-технического лицея. Мастер спорта по боксу, тренер по боксу районной спортивной школы, преподаватель основ защиты Отечества и физической культуры и здоровья ГПТУЗ «Бориспольского профессионального лицея», где работал с 2006 года. Инициатор и основатель военно-патриотического клуба «Боривитер», избирался депутатом Бориспольского районного совета VII созыва.
С началом российско-украинской войны гвардии майор запаса, десантник Валерий Гудзь в марте 2014 года прибыл в военкомат, чтобы восстановиться на службе. Ему предложили должность командира взвода механизированной бригады, и он сразу согласился. Был причислен к 72 омбр (в/ч А2167, Белая Церковь). Летом 2014 года был назначен командиром роты. Участник боёв в «Южном котле» на границе с РФ, в Луганской области (Червонопартизанск). 28 августа 2014 года, во время боя в городе Старобешево Донецкой области, был ранен.
В сентябре 2014 года Валерий Гудзь был назначен командиром 3-го батальона 72 омбр.
Участвовал в боях в районе Волновахи: под Петровским, Белой Каменкой и Новоласпой. Под его руководством разрабатывались и проводились операции по взятию под контроль ВСУ терриконов вокруг Докучаевска, захвату господствующих высот в степях Приазовья.
В начале 2015 года получил звание подполковника, а уже в июле 2015 года был назначен заместителем командира бригады.
С декабря 2017 года и до 2020 года — командир 24 ОМБр
. Участвовал в боях в районе Авдеевки, противодействии танковым атакам. В 2017 году познакомил Юрия Капустяка и Дмитрия Коцюбайло, также получивших звание «Герой Украины». Вместе воевали в Марьинке в 2022—2023 в составе 67-й бригады.
В ноябре 2019 года, приказом Министра обороны Украины, Валерию Гудзю досрочно было присвоено воинское звание полковника.
С началом полномасштабного вторжения России в Украину был слушателем Национального университета обороны Украины имени Ивана Черняховского, вернулся в 24 ОМБр для организации её усиления.
В начале марта 2022 года, непродолжительное время, принимал участие в мероприятиях по усилению оборонной работы в Одесской ОВА.
В марте 2022 года, по заявлению Офиса президента Украины, Валерий Гудзь спланировал и лично возглавил проведение наступательной операции в окрестностях Попасной. 12 марта 2022 года погиб в Луганской области.
15 марта 2022 года похоронен в городе Борисполе в Киевской области.

## Награды
- Звание «Герой Украины» с удостоением ордена «Золотая Звезда» (16 марта 2022, посмертно) — за личное мужество и героизм, проявленные в защите государственного суверенитета и территориальной целостности Украины, верность военной присяге[11].

- Орден Богдана Хмельницкого III степени (26 февраля 2015) — за личное мужество и высокий профессионализм, проявленные в защите государственного суверенитета и территориальной целостности Украины, верность военной присяге[12].

## Память
В 2021 году к юбилею полковника Валерия Гудзя ему была посвящена песня «Комбата» музыкантом и волонтёром Кристиной Панасюк, через год отснят клип.
В 2022 году в честь Валерия Гудзя в родном городе названы улицу и переулок.